# Rhynchospora contracta
Rhynchospora contracta är en halvgräsart som först beskrevs av Christian Gottfried Daniel Nees von Esenbeck, och fick sitt nu gällande namn av Jean Raynal. Rhynchospora contracta ingår i släktet småag, och familjen halvgräs. Inga underarter finns listade i Catalogue of Life.